# Azmannsdorf
Azmannsdorf is een plaats in de Duitse gemeente Erfurt, deelstaat Thüringen, en telt 360 inwoners.

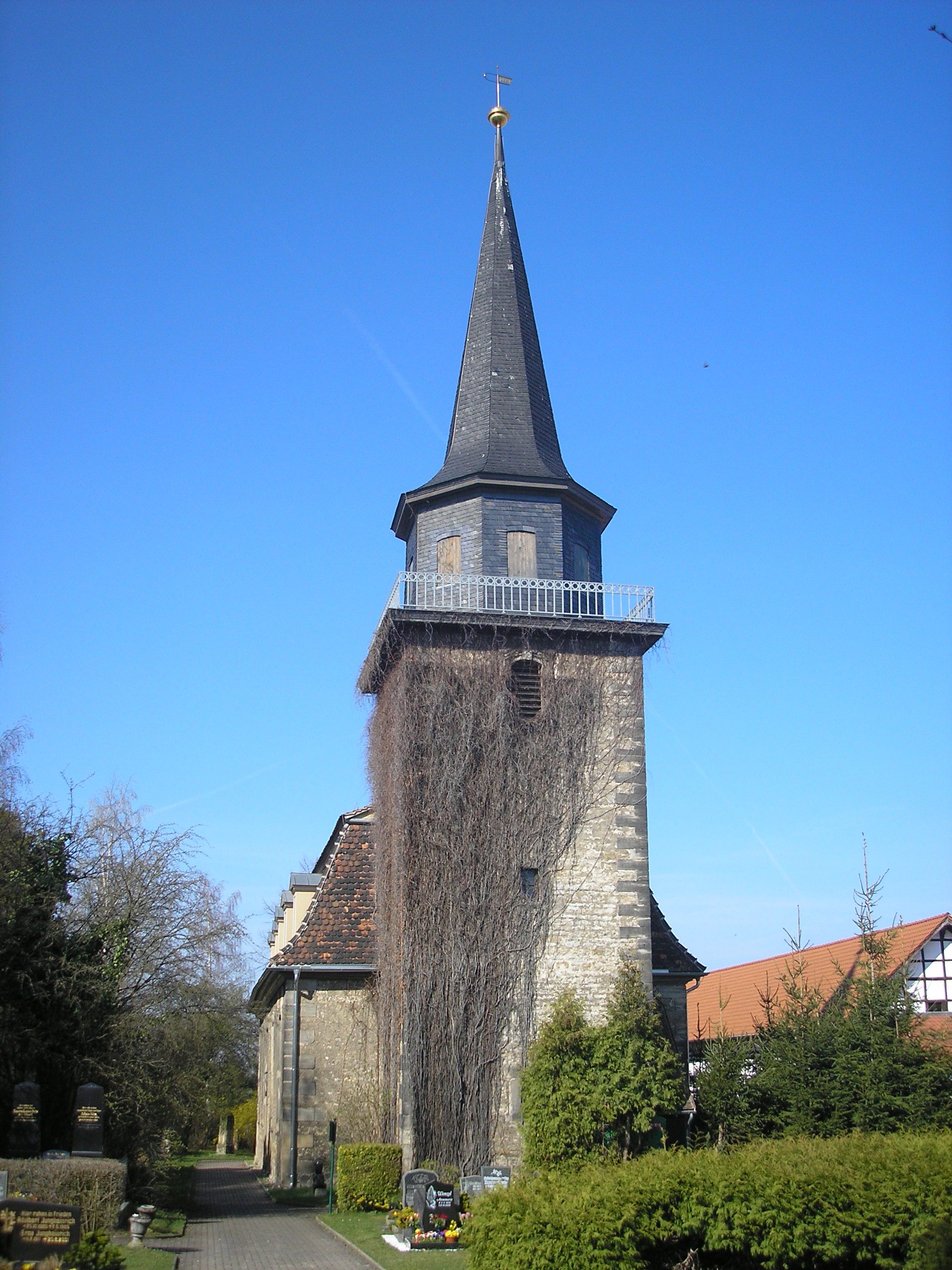
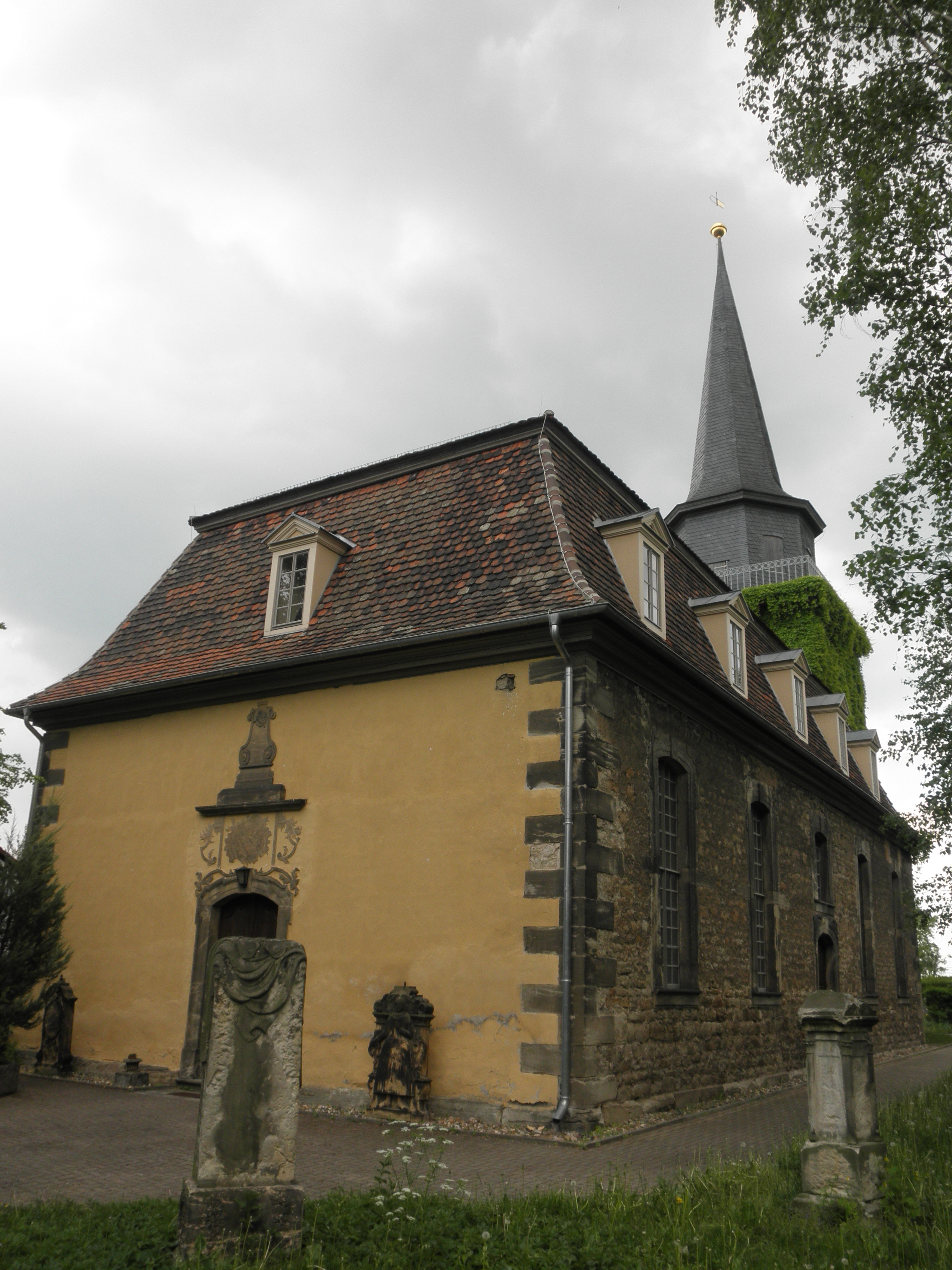